# Luopan
 O luopan ou bússola geomântica é uma bússola magnética chinesa, também conhecida como bússola do Feng Shui . É usado por praticantes de Feng Shui, para determinar a direção precisa de uma estrutura ou outro item. Desde a invenção da bússola para uso no Feng Shui,  exige seu uso.
Como uma bússola convencional, um luopan é um localizador de direções. No entanto, se difere de uma bússola de várias maneiras importantes. A diferença mais óbvias, são as fórmulas de Feng Shui embutidas em até 40 anéis concêntricos na sua superfície.  Sendo uma placa de metal ou madeira conhecida como mostrador do céu . O metal circular ou placa de madeira geralmente fica em uma base de madeira conhecida também como placa de terra.
Um fio ou fio vermelho que atravessa a placa da bússola, e o  dial do céu em ângulos de 90 graus é a Linha Cruzada do Centro do Céu, ou Linha de Grade da Cruz Vermelha .  Esta linha é usada para encontrar a direção e a posição da nota nos anéis.

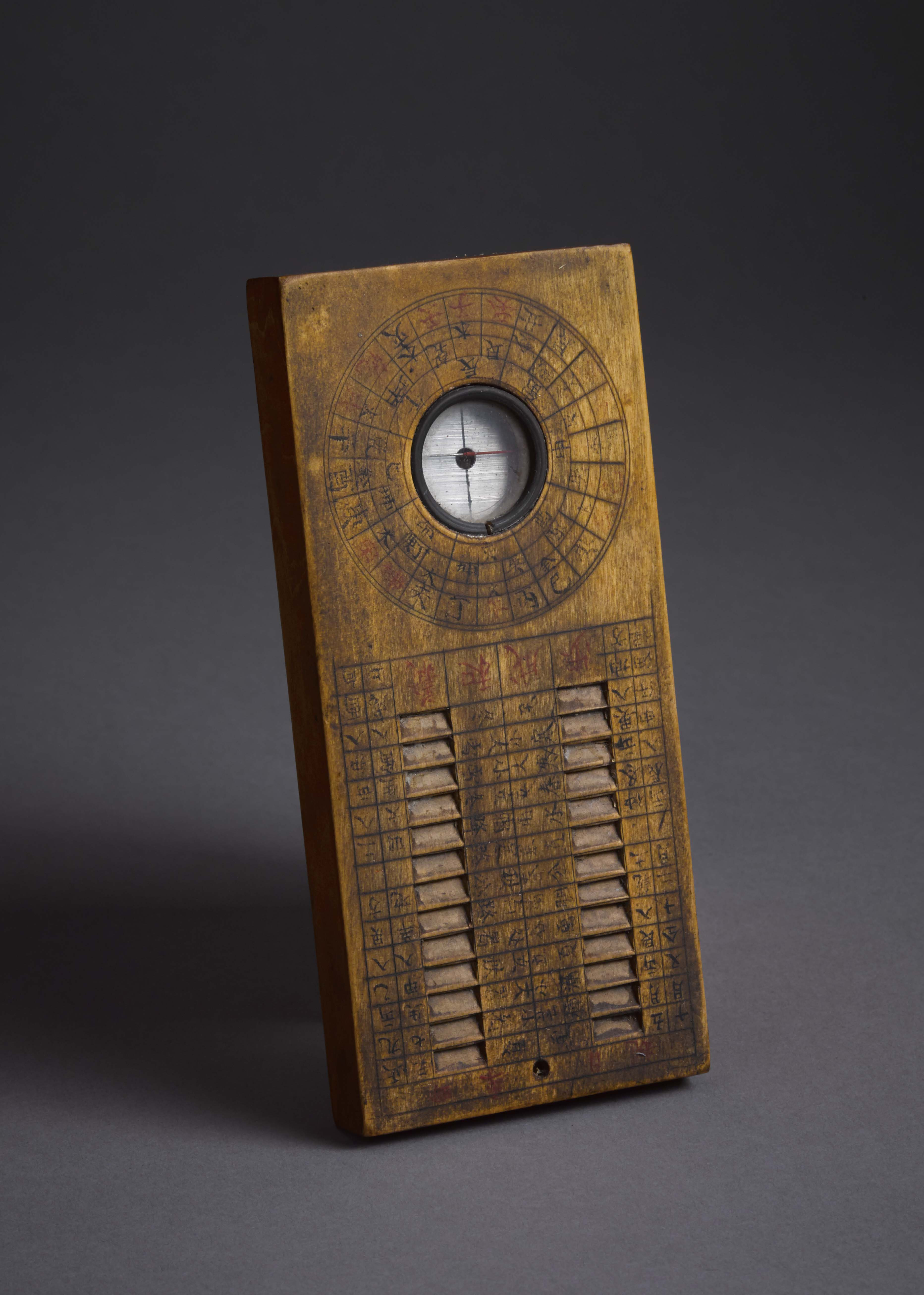
Uma versão pequena da bússola Feng Shui, c. 1800-1894, do Oxford College Archives da Emory University.

Uma bússola convencional tem marcações para quatro ou oito direções, enquanto um luopan normalmente contém marcações para 24 direções . Isso se traduz em 15 graus por direção. O Sol leva aproximadamente 15,2 dias para atravessar um termo solar, uma série de 24 pontos na eclíptica . Como existem 360 graus no luopan e aproximadamente 365,25 dias em um ano solar médio, cada grau no luopan se aproxima de um dia terrestre.
Ao contrário de uma bússola típica, um luopan não aponta para o pólo magnético norte da Terra. A agulha de um luopan aponta para o polo magnético sul (não aponta para o polo sul geográfico). A palavra em chinês para bússola se traduz em "agulha apontando para o sul".

## Tipos
Desde as dinastias Ming e Qing, três tipos de luopan são populares. Eles têm alguns anéis de fórmula em comum, como as 24 direções e os arranjos iniciais e posteriores do céu.

### San He
Há uma teoria de que este luopan havia sido criado na dinastia Tang .  O San He contém três anéis básicos de 24 direções. Cada anel refere-se a um método e fórmula diferentes. (As técnicas agrupadas sob o nome "Três harmonias" são métodos de San He.)

### San Yuan
Este tipo diferente de luopan, também conhecido como jiang pan (depois de Jiang Da Hong) ou Yi Pan (devido à presença de hexagramas Yijing )  incorpora muitas fórmulas usadas em San Yuan (Três Ciclos). Ele contém um anel de 24 direções, conhecido como Agulha correta da placa de aterramento, o anel dos 64 hexagramas e outros. (As técnicas agrupadas sob o nome "Estrelas Voadoras" são um exemplo dos métodos San Yuan. )

### Zong He
Este luopan combina anéis do San He e San Yuan. Ele contém três anéis de 24 direções e o anel de 64 trigramas.

### Outros tipos
Cada mestre de Feng Shui pode criar um luopan para se adequar às preferências e oferecer aos seus alunos. Alguns projetos incorporam os números de bagua (trigrama), as direções dos métodos das Oito Mansões ( 八宅   ) no equivalente em português.

## História e desenvolvimento

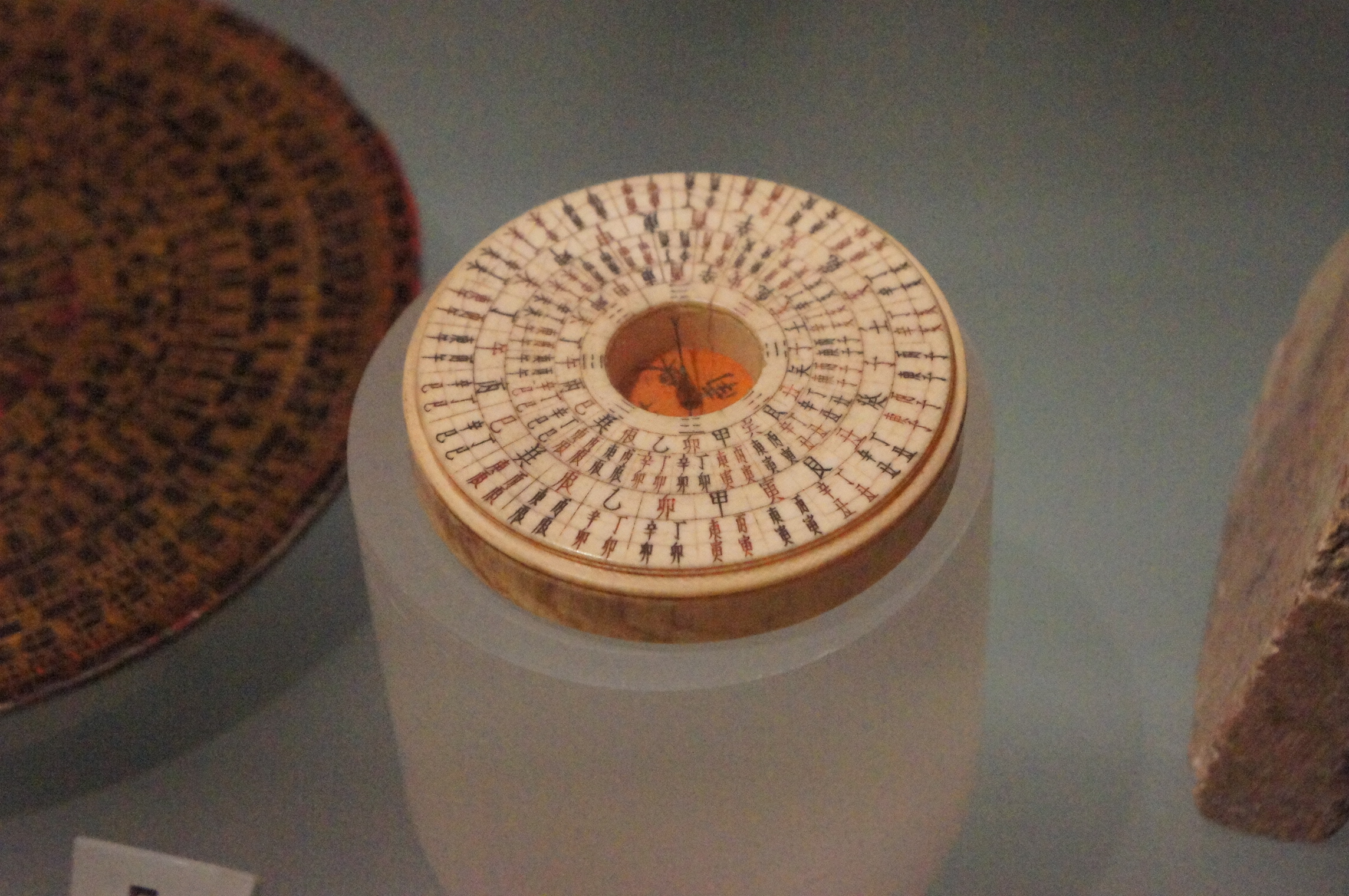
Bússola geomantica chinesa c. 1760 do Museu Marítimo Nacional de Londres

O luopan é uma imagem do cosmos (um modelo mundial) baseada em cascos de tartaruga usados em adivinhação.  Em seu nível mais básico, serve como um meio para atribuir posições apropriadas no tempo e no espaço, como o Ming Tang (Salão da Luz).  As marcações são semelhantes às de uma placa liubo .
Os precursores mais antigos do luopan são o 式   ou 式盘    , que significa astrolábio ou tábua de adivinhação - também chamada de liuren astrolábes  desenterrada de tumbas que datam entre 278 aC e 209 aC. Esses astrolábios consistem em uma placa lacada de dois lados com linhas de visão astronômicas . Juntamente com a adivinhação para Da Liu Ren, as pranchas eram comumente usadas para traçar o movimento de Taiyi pelos nove palácios.   As marcações são praticamente inalteradas desde o shi até as primeiras bússolas magnéticas.  O esquema da placa de aterramento, da placa celeste e das linhas de grade faz parte do diagrama geométrico dos "dois cabos e quatro ganchos" ( 二繩四鉤   ) em uso desde pelo menos o período dos Reinos Combatentes .  O zhinan zhen, ou agulha que aponta para o sul, é a bússola magnética original e foi desenvolvido para o Feng Shui.  Apresentava o diagrama de dois cabos e quatro ganchos, marcadores de direção e uma colher magnetizada no centro.